# Péter Erdő
Péter Erdő (Budapeste, 25 de junho de 1952) é um cardeal da Igreja Católica húngaro, arcebispo de Esztergom-Budapeste, consequentemente, Primaz da Hungria. É membro do Conselho para a Economia da Santa Sé.
Erdő foi considerado um dos principais candidatos no conclave de 2025. Se eleito, seria o primeiro Papa húngaro.

## Biografia
Estudou nos seminários de Esztergom e Budapeste, e na Pontifícia Universidade Lateranense em Roma, onde obteve o doutoramento em Teologia e Direito Canónico. Foi ordenado presbítero pelo bispo László Lékai, administrador apostólico ad nutum Sanctæ Sedis e incardinado na Arquidiocese de Esztergom. Entre 1977 e 1980 continuou os seus estudos em Roma e nos seis anos seguintes leccionou Teologia e Direito Canónico no Seminário de Esztergom, bem como em outras universidades estrangeiras. Em 1988 iniciou o ensino de Teologia no Pázmány Péter Catholic University, tendo sido reitor entre 1998 e 2003.
Foi nomeado bispo auxiliar de Székesfehérvár pelo Papa João Paulo II, sendo consagrado bispo-titular de Puppi a 6 de janeiro de 2000 tendo como ordenante principal o próprio João Paulo II e como co-ordenantes os arcebispos Giovanni Battista Re e Marcello Zago. Foi posteriormente nomeado arcebispo de Esztergom-Budapeste em 7 de dezembro de 2002, e como tal, reconhecido como Primaz da Hungria.
Em 21 de setembro de 2003, foi anunciada a sua criação como cardeal pelo Papa João Paulo II, no Consistório de 21 de outubro, em que recebeu o barrete vermelho e o título de cardeal-presbítero de Santa Balbina. Foi o mais jovem membro do colégio cardinalício até à criação do cardeal Reinhard Marx em 2010.
Foi eleito como Presidente da Conferência Episcopal da Hungria, cargo que exerceu entre 2005 e 2015 e Presidente do Conselho das Conferências Episcopais da Europa, cargo exercido entre 2006 e 2016. Foi participante da Quinta Conferência Geral do Episcopado Latino-Americano e do Caribe, ocorrida em Aparecida em 2007. Em 19 de outubro de 2011, a nunciatura apostólica no Peru anunciou que ele seria visitante apostólico para intervir na disputa entre a Pontifícia Universidade Católica do Peru (PUCP) e a arquidiocese de Lima.
É membro dos seguintes dicastérios da Cúria Romana: Conselho para a II Seção da Secretaria de Estado da Santa Sé, Conselho para a Economia, Congregação para a Educação Católica, Congregação para as Igrejas Orientais, Congregação para o Culto Divino e a Disciplina dos Sacramentos, Supremo Tribunal da Assinatura Apostólica e Pontifício Conselho para os Textos Legislativos.
Em março de 2023, sua igreja titular foi alterada para Santa Maria Nova depois que sua igreja titular anterior, Santa Balbina, foi fechada devido à deterioração estrutural.

## Pontos de vista

### Cardeal Mindszenty
Erdő solicitou que o Gabinete do Procurador-Geral húngaro reabilitasse legal, moral e politicamente o cardeal József Mindszenty, seu antecessor, que lutou contra o regime comunista da Hungria e foi preso pela ditadura stalinista do país, após o que se refugiou na embaixada americana em Budapeste. O Gabinete do Procurador-Geral acabou por reabilitar Mindszenty em 2012, graças à intervenção de Erdő. Em 2006, ele enviou uma carta de gratidão ao presidente George W. Bush no 50º aniversário da prisão forçada do Cardeal Mindszenty devido ao apoio político que os americanos haviam concedido na época.

### Divorciados e recasados
Durante uma conferência de imprensa do Vaticano em outubro de 2014, Erdő expressou oposição à ideia de permitir que católicos divorciados e recasados recebam a Sagrada Comunhão.
Erdő, que era o Relator Geral na Terceira Assembleia Geral Extraordinária do Sínodo dos Bispos, disse a jornalistas em uma coletiva de imprensa em Roma que a Igreja Católica não mudaria sua política sobre o assunto após o Sínodo.

### Ciganos
Em entrevista, Erdő falou sobre as condições socioeconômicas especiais do povo Romani e questionou-se abertamente sobre a maneira correta de evangelizá-los. Ele compartilha da visão apresentada pelo Pontifício Conselho: a evangelização deve caminhar junto com a promoção da dignidade humana. Isso significa que a missão da Igreja com os ciganos não é apenas espiritual, mas também social, envolvendo justiça, fraternidade e igualdade.
Erdő também criticou os obstáculos “puramente humanos” e “excessivamente rígidos” que às vezes são impostos a pessoas de boa vontade. Ele defende que os sacerdotes sejam os primeiros a demonstrar abertura e acolhimento, facilitando o acesso dos ciganos aos sacramentos e à vida comunitária da Igreja.

## Conclaves
- Conclave de 2005 - participou da eleição de Joseph Ratzinger como Papa Bento XVI.
- Conclave de 2013 - participou da eleição de Jorge Mario Bergoglio como Papa Francisco.
- Conclave de 2025 - participou da eleição de Robert Francis Prevost como Papa Leão XIV.